# De brug in Villeneuve-la-Garenne
De brug in Villeneuve-la-Garenne (Frans: Le pont de Villeneuve-la-Garenne) is een schilderij van Alfred Sisley, dat als een van zijn meesterwerken geldt. Sinds 1964 maakt het deel uit van de collectie van het Metropolitan Museum of Art in New York.

## Voorstelling
Op 20 augustus 1844 werden twee hangbruggen over de Seine in gebruik genomen die het Île Saint-Denis verbonden met Villeneuve-la-Garenne in het westen en met Saint-Denis in het oosten. Deze bruggen maakten deel uit van een groter project, de aanleg van een rondweg om Parijs. Beide bruggen bestaan niet meer, in 1905 werden ze vervangen.
Bruggen konden als symbool van de moderne tijd rekenen op de belangstelling van de impressionisten. Alle bekende impressionistische meesters hebben een aantal schilderijen van bruggen op hun naam staan. Sisley schilderde de brug in Villeneuve-la-Garenne tweemaal, vanuit verschillende gezichtspunten. Het tweede exemplaar bevindt zich in het Fogg Museum in Cambridge (Massachusetts).
De brug in Villeneuve-la-Garenne vertoont veel kenmerken van het vroege impressionisme. Zo gebruikte Sisley overwegend lichte kleuren en plaatste hij contrasterende kleuren naast elkaar in korte penseelstreken, waarmee hij de weerspiegeling van het licht in het water wilde over te brengen. Waar andere impressionisten zoals Monet hun werken zo vlak mogelijk maakten, bleef Sisley de traditionele dieptewerking trouw, zoals hier aan de brug te zien is.

## Herkomst
- 24 augustus 1872: Sisley verkoopt het werk aan de Parijse kunsthandelaar Durand-Ruel voor 200 frank.
- 15 april 1873: voor 360 frank verkocht aan de bariton en verzamelaar Jean-Baptiste Faure in Parijs.
- 1919: Faure's schoondochter, mevrouw Louis Maurice Faure, verkoopt het werk aan Durand-Ruel en Georges Petit.
- 1919: verkocht aan Alfred Bergaud, Parijs.
- 1920: verkocht aan Gérard Frères, Parijs voor 37.200 frank.
- 1930: in bezit van Fernand Bouisson, Parijs.
- 1957: in bezit van Henry Ittleson Jr. en zijn echtgenote, New York.
- 1964: geschonken aan het Metropolitan Museum of Art.

## Afbeelding

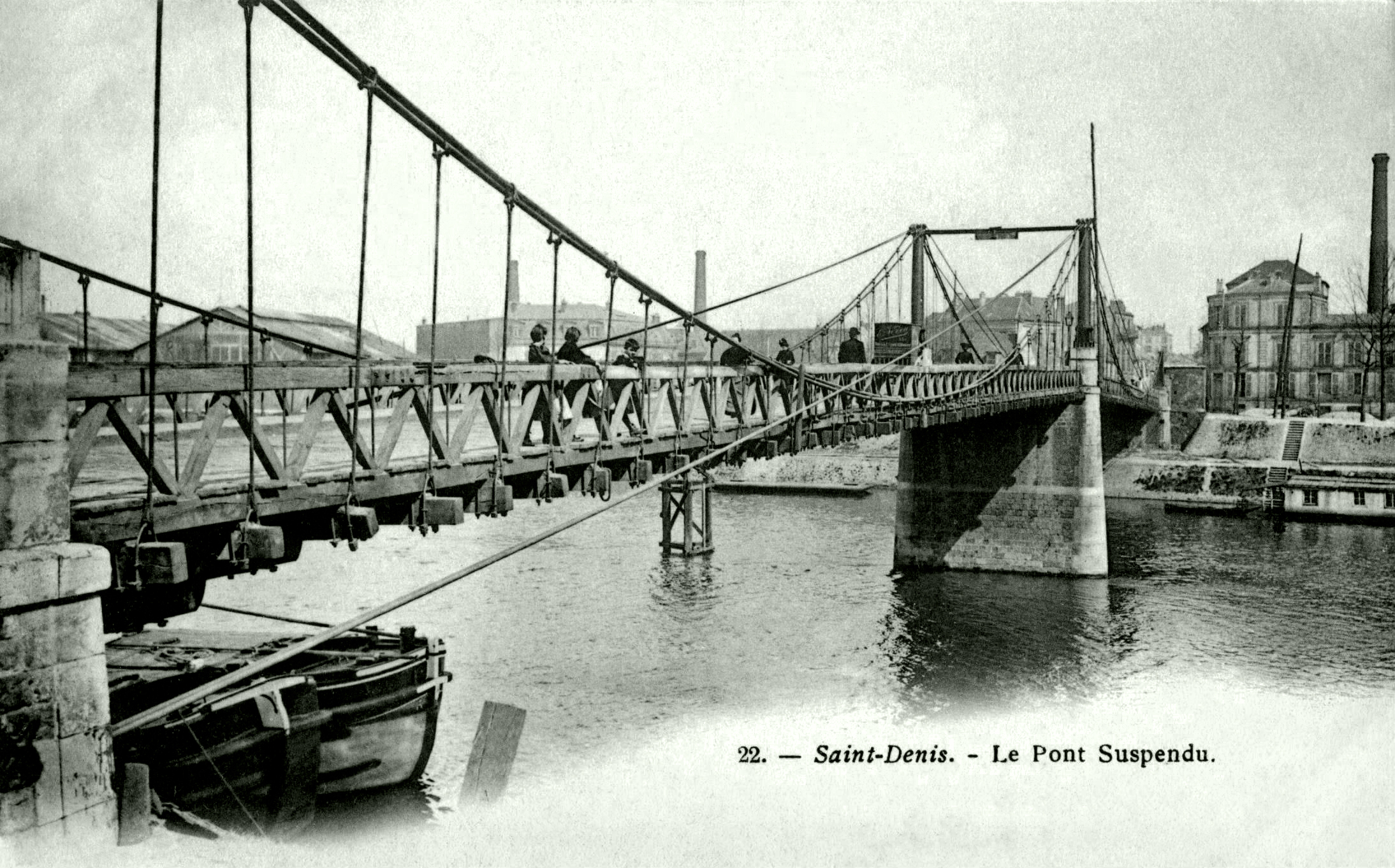
oude ansichtkaart van de hangbrug